# Перелік пам'яток історії Шацького району
У Шацькому районі Волинської області станом на 2008 р. нараховується 26 пам'яток історії.
| №№ п/п | Охоронний номер | Місцезнаходження пам’ятника, його адреса | Найменування пам’ятника                        | Датування | Автор                                  | Дата спорудження | Дата і № рішення облвиконкому (адміністрації), постанови Кабінету Міністрів України про взяття пам’ятника під охорону | На чиєму утриманні знаходиться |
| ------ | --------------- | ---------------------------------------- | ---------------------------------------------- | --------- | -------------------------------------- | ---------------- | --- | ------------------------------ |
| 1.     | 214             | смт Шацьк                                | Могила братська радянських воїнів              | 1944      | Львівська кераміко-скульптурна фабрика | 1957             | 360-р від 04.08.69р.                                                                                                  | Виконкому Щацької сел./р       |
| 2.     | 194             | смт Шацьк                                | Пам’ятник землякам                             | 1941-1945 | Львівська кераміко-скульптурна фабрика | 1967             | 360-р від 04.08.69р.                                                                                                  | Виконкому Щацької сел./р       |
| 3.     | 681             | смт Шацьк                                | Могила розстріляних євреїв                     | 1942      |                                        |                  | 415-р від 22.06.99р.                                                                                                  | Виконкому Щацької сел./р       |
| 4.     | 185             | с. Вілиця                                | Пам’ятник землякам                             | 1941-1945 | Садовський О.                          | 1969             | 360-р від 04.08.69р.                                                                                                  | Виконкому Прип’ятської с/р     |
| 5.     | 182             | с. Вільшанка                             | Могила братська радянських воїнів              | 1944      |                                        | 1989             | 103-р від 25.04.88р.                                                                                                  | Виконкому Пульмівської с/р     |
| 6.     | 199             | с. Грабове                               | Могила братська радянських воїнів              | 1944      | Місцеві майстри                        | 1956             | 360-р від 04.08.69р.                                                                                                  | Виконкому Грабівської с/р      |
| 7.     | 382             | с. Грабове                               | Пам’ятник землякам                             | 1941-1945 | Місцеві майстри                        | 1967             | 477-р від 28.11.75р.                                                                                                  | Виконкому Грабівської с/р      |
| 8.     | 277             | с. Кропивники                            | Могила братська радянських воїнів та партизан  | 1944      | Місцеві майстри                        | 1952             | 176-р від 10.05.73р.                                                                                                  | Виконкому Прип’ятської с/р     |
| 9.     | 387             | с. Кропивники, на кладовищі              | Могила партизанки Я.Смоляр                     | 1926-1942 |                                        | 1987             | 103-р від 25.04.88р.                                                                                                  | Виконкому Грабівської с/р      |
| 10.    | 190             | с. Острів’я                              | Могила братська радянських воїнів              | 1944      | Місцеві майстри                        | 1955             | 360-р від 04.08.69р.                                                                                                  | Виконкому Піщанської с/р       |
| 11.    | 604             | с. Перешпа                               | Могила братська радянських воїнів та партизана | 1943-1944 | Місцеві майстри                        | 1967             | 65-р від 10.02.82р.                                                                                                   | Виконкому Ростанської с/р      |
| 12.    | 383             | с.Піща                                   | Могила братська радянських воїнів              | 1944      | Місцеві майстри                        | 1956             | 477-р від 28.11.75р.                                                                                                  | Виконкому Піщанської с/р       |
| 13.    | 207             | с. Піща                                  | Могила братська мирних жителів                 | 1942      | Місцеві майстри                        | 1958             | 360-р від 04.08.69р.                                                                                                  | Виконкому Піщанської с/р       |
| 14.    | 191             | с. Піща                                  | Пам’ятник землякам                             | 1941-1945 | Львівська кераміко-скульптурна фабрика | 1969             | 360-р від 04.08.69р.                                                                                                  | Виконкому Піщанської с/р       |
| 15.    | 913             | с. Прип’ять                              | Могила братська радянських воїнів              | 1944      |                                        | 1991             | 265-р від 24.12.91р.                                                                                                  | Виконкому Прип’ятської с/р     |
| 16.    | 208             | с. Пулемець                              | Могила братська радянських воїнів              | 1944      | Місцеві майстри                        | 1955             | 360-р від 04.08.69р.                                                                                                  | Виконкому Ростанської с/р      |
| 17.    | 914             | с. Пулемець                              | Місце розстрілу мирних жителів                 | 1943      |                                        | 1991             | 265-р від 24.12.91р.                                                                                                  | Виконкому Ростанської с/р      |
| 18.    | 690             | с. Пулемець                              | Могила невідомих радянських воїнів             | 1944      |                                        |                  | 415-р від 22.06.99р.                                                                                                  | Виконкому Ростанської с/р      |
| 19.    | 209             | с. Пульмо                                | Могила братська радянських воїнів              | 1944      | Місцеві майстри                        | 1956             | 360-р від 04.08.69р.                                                                                                  | Виконкому Пульмівської с/р     |
| 20.    | 497             | с. Пульмо                                | Пам’ятник землякам                             | 1941-1945 | Місцеві майстри                        | 11970            | 457-р від 16.10.78р.                                                                                                  | Виконкому Пульмівської с/р     |
| 21.    | 498             | с. Ростань                               | Пам’ятник землякам                             | 1941-1945 | Львівська кераміко-скульптурна фабрика | 1975             | 457-р від 16.10.78р.                                                                                                  | Виконкому Ростанської с/р      |
| 22.    | 603             | с. Самійличі                             | Пам’ятник землякам                             | 1941-1945 | Кронгауз Г.Л.                          | 1972             | 65-р від 10.02.82р.                                                                                                   | Виконкому Самійличівської с/р  |
| 23.    | 211             | с. Світязь                               | Могила братська радянських воїнів              | 1944      | Місцеві майстри                        | 1955             | 360-р від 04.08.69р.                                                                                                  | Виконкому Світязької с/р       |
| 24.    | 386             | с. Світязь                               | Пам’ятник землякам                             | 1941-1945 | Садовський О.                          | 1960             | 477-р від 28.11.75р.                                                                                                  | Виконкому Світязької с\р       |
| 25.    | 212             | с. Смоляри-Світязькі                     | Могила братська радянських воїнів              | 1944      | Місцеві майстри                        | 1951             | 360-р від 04.08.69р.                                                                                                  | Виконкому Грабівської с/р      |
| 26.    | 213             | с. Хрипськ                               | Могила братська радянських воїнів              | 1944      | Місцеві майстри                        | 1956             | 360-р від 04.08.69р.                                                                                                  | Виконкому Ростанської с/р      |
|        |                 |                                          |                                                |           |                                        |                  | |                                |

## Джерело
- Пам’ятки Волинської області